# Hugo (strip)
Hugo is een stripreeks die begonnen is in 1981 in het weekblad Kuifje, eerst in korte verhalen. Alle albums zijn geschreven en getekend door Bernard Dumont (Bédu) en vanaf 1986 uitgegeven door Le Lombard.

## Inhoud
Hugo is een jonge, moedige potsenmaker die in een middeleeuws aandoend decor van kasteel naar kasteel en van stad naar stad trekt. Hij wordt vergezeld door de beer Biscoto en Narcisse, een insectachtig vliegend wezentje dat praat met een Italiaans accent. De reeks combineert historische met magische decors en goedmoedige humor met avontuur. Bédu is in zijn tekenstijl een volger van de franco-belgische school.

## Albums
| Nummer | Titel                      |
| ------ | -------------------------- |
| 1      | De bruine toverboon        |
| 2      | De dwerg van Wolvenburg    |
| 3      | De appelboom der goden     |
| 4      | Het kasteel van de meeuwen |
| 5      | De blauwe parel            |